# Палеоетноботаніка
Палеоетноботаніка — наука, що займається вивченням решток культурних рослин в археологічних матеріалах.

## Генеза
Перші друковані відомості про викопні рештки культурних рослин з'явилися на початку XIX ст. C. Kunth (1826 р.) описав муміфіковані зернівки, насіння та фрукти з єгипетських гробниць. Батьком палеоетноботаніки вважається проф. Освальд Гір (Oswald Heer) з Цюриху. В 50 — 60-х роках XIX-го ст. ним були вивчені викопні рослинні рештки, добре збережені в свайних поселеннях Швейцарії. Поява в 1866 році детального опису цих знахідок разом з малюнками поклала початок новій науці — палеоетноботаніці. Дослідження рослинних решток в археологічному матеріалі зразу ж привернули увагу тих ботаніків, які вивчали історію культурних рослин, їх появу та перехід від дикого стану до культурного. Прикладом фундаментальних палеоетноботанічних досліджень є праця A.de Candolle'я (1886 р.) про походження культурних рослин, в якій автор використав відомі йому палеоетноботанічні дані. В XX ст. такі дослідження поступово охопили всю Європу, Близький Схід, де проходила доместикація більшості культурних рослин, відомих в Старому Світі, а згодом поширились по всій Земній кулі.
Термін палеоетноботаніка, на відміну від традиційної палеоботаніки, запропоновано в 50-му р. XX ст. данським дослідником Гансом Хельбеком (Hans Helbaek) з метою підкреслити спрямованість досліджень на вивченні викопних решток культурних рослин. Поява в слові палеоботаніка «етно» вказує на те, що ця наука вивчає рослини, пов'язані з життєдіяльністю людини. Американські дослідники V.Popper та С.Hastorf (Popper, Hastorf, 1988) запропонували таке визначення палеоетноботаніки: «аналіз та інтерпретація археоботанічних залишків для отримання інформації про взаємодію людської популяції та рослин».
Становлення і інтенсивний розвиток палеоетноботаніки прийшовся на 50 — 70-і роки XX ст.. Значно зросла кількість спеціалістів, і відповідно — число публікацій, і, що найважливіше, — розширились межі досліджень. На початку становлення палеоетноботаніки головним напрямком досліджень було вивчення процесу доместікації культурних рослин. Згодом, в міру зміцнення співробітництва між археологами та ботаніками, економічні та екологічні проблеми стають головними в дослідженнях.
Термін палеоетноботаніка закріплено в назві Міжнародної робочої групи з палеоетноботаніки (International Work Group for Palaeoethnobotany), яку було засновано в жовтні 1968 року на Симпозіумі в замку Kačina під Прагою. Якщо перша зустріч декількох спеціалістів дійсно відповідала «робочій групі», то в 1998 році, тобто в 30-у річницю її заснування, на черговому Симпозіумі IWGP у м. Тулуза, кількість учасників вже перевищила сотню, і це зібрання палеоетноботаніків більше відповідало статусу Конференції. У монографії, яка створена колективом авторів з нагоди двадцятиріччя роботи IGWP, підведено підсумки досліджень і можна вважати, що досягнення цієї молодої науки досить вагомі (Progress in Old World Palaeoethnobotany, 1991).
Результати, отримані палеоетноботаніками, використовують ботаніки, історики, географи, археологи при реконструкції землеробства, при освітленні питань походження культурних рослин, при вирішенні палеоекономічних та палеоекологічних проблем.

## Палеоетноботаніка у світі

### Європа
У країнах Європи, крім палеоетноботаніка, вживається ще термін археоботаніка. Його частіше вживають в археологічних виданнях і, можливо, він точніше відповідає напрямку досліджень, тобто вивченню решток культурних рослин, знайдених при археологічних роботах і тісно пов'язаних з економічними і соціальними аспектами діяльності людини в минулому. Обидва терміни є синонімами і вживаються в залежності від бажання дослідника.

### Україна
В кінці 60-х років XX ст. вивченням викопних решток культурних рослин на території Молдови та прилеглих районів України почала займатись співробітниця Ботанічного саду Академії Наук Молд. РСР З. В. Янушевич. З 1976 року палеоетноботанічні дослідження стали одним з напрямків в роботі Інституту археології Академії Наук України (Г. О. Пашкевич).
Територія України разом з Молдовою була, за визначенням М. І. Вавілова, одним з найдавніших осередків землеробства. Цей район Південно-Східної Європи (сучасні Молдова та Україна) був першим на Російській рівнині на шляху неолітичних землеробців, що прийшли сюди з Близького Сходу через Балканський півострів біля п'яти тисяч років до н. е. і принесли з собою відомий набір культурних рослин і навички їх вирощування. Завдяки палеоетноботанічним дослідженням з'явилась можливість прослідкувати шляхи та час появи на нашій території зернових культур — пшениці, ячменю, жита, вівса, проса, а також бобових рослин і технічних культур.

## Об'єкти і джерела досліджень[1]
Об'єктами досліджень в палеоетноботаніці є, в основному, викопні обвуглені зернівки та насіння. Зберігається протягом тисячоліть лише обгоріле зерно. Найсприятливіші умови для обвуглення створювались в умовах обмеженого доступу повітря і при певному температурному режимі. Інколи зберігаються плоди та насіння, поховані в торфі або озерових відкладах. Велику кількість їх відкрито при розкопках свайних неолітичних поселень Швейцарії. В пірамідах Єгипту та ямних похованнях з Фаюму знайдено муміфіковане насіння, що добре збереглось завдяки великій сухості повітря та незначній вологості. Саме за таких умов зберігся мішок, наповнений колосками плівчастих пшениць що знайдено на півночі Кримського півострова, біля с. Болотного, в одному з катакомбних поховань.
Джерелом для палеоетноботанічних досліджень є також відбитки зернівок та насіння на кераміці і в обмазці. Утворювались вони при попаданні у глиняне тісто, з якого виготовляли посуд, культові статуетки, стіни будівель. При роботі з глиною користувалися, як правило, тим матеріалом, тими рослинними рештками, які були «під рукою». Найчастіше це були відходи від обмолоту збіжжя. Разом з соломою у глиняне тісто могли потрапити невимолочені зернівки та насіння бур'янів. Такий спосіб приготування глини відомий і зараз. Африканські гончарі і в наш час використовують полову, просяну чи рисову січку, подрібнене листя і траву.
Зерно могли додавати у глину спеціально в процесі виготовлення ритуальних статуеток. Значну кількість таких статуеток, на поверхні або всередині яких збереглись порожнини від зернівок, знайдено при розкопках трипільських поселень. Відбитки зернівок у вигляді порожнин утворюються у глині після випалу. Такі порожнини добре зберігають форму та інші морфологічні особливості вигорілих зернівок і насіння.
Основу давнього неолітичного асортименту складали плівчасті пшениці (однозернянка, двозернянка, спельта) і ячмінь — плівчастий та голозерний, з бобових — горох, вика ервілія. Давні плівчасті пшениці в наш час вирощуються в незначній кількості на обмежених територіях. Це, головним чином, гірські райони Іспанії, Швейцарії, Грузії, Індії. Та ще досить недавно, на початку XX століття, посіви плівчастих пшениць ще були в Поволжі, Криму, Передкарпатті. Тепер мало хто знає їх назву — полбяні пшениці або полби. Раніше каші з полбяних пшениць були звичною їжею. Герой казки О. С. Пушкіна Балда («Сказка о попе и работнике его Балде») вимагав годувати його вареною полбою: — «А есть ты мне давай вареную полбу». Зернівки плівчастих пшениць використовувались, перш за все, саме для каш. В старовинних куховарських книжках XIX століття такі каші вважались легкими для шлунку. В цих же книжках є вказівки на використання борошна з полби, яке дуже добра для кондитерських виробів, бо вироби з неї довго не черствіють. Ці якості борошна з полби вдало використовують і в наш час в деяких країнах Європи. З нього виготовляють хрусткі хлібці і смачне сухе печиво. Але хлібопекарські якості його невисокі. Воно має сіруватий відтінок. Тісто темне, хлібини не тримають форму, розпливаються, смак їх солодкуватий. Та якщо це борошно додати до пшеничного, якість хліба значно покращає.
Агробіологічні особливості плівчастих пшениць добре влаштовували давніх землеробів. Адже ці рослини невибагливі до ґрунтів та якості їх обробки, витривалі до несприятливих кліматичних умов, стійкі до захворювань. За ці якості плівчасті пшениці в Поволжі називали «надійним хлібом». До недавніх часів в Грузії плівчасту пшеницю двозернянку цінували як культуру, що знищує бур'яни, і використовували її для посівів по староорних або цілинних землях. Палеоетноботанічні дослідження останніх років з впевненістю показали, що заміна плівчастих пшениць на голозерні на території України відбулась в кінці 1-го тис. до н. е. — на початку н. е. В масовій кількості ці пшениці з'являються в античний час тільки в Північному Причорномор'ї разом з появою тут греків. Згодом, вже за часів Давньої Русі, голозерні пшениці починають переважати у посівах. Виявляється пряма залежність між рівнем сільськогосподарського знаряддя і складом вирощуваних рослин.